# (3122) Florence
(3122) Florence – planetoida z grupy Amora okrążająca Słońce w ciągu 2 lat i 129 dni w średniej odległości 1,77 au.
Została odkryta 2 marca 1981 roku w Obserwatorium Siding Spring w Australii przez Schelte Busa. Nazwa planetoidy pochodzi od Florence Nightingale, angielskiej pielęgniarki i działaczki społecznej. Przed nadaniem nazwy planetoida nosiła oznaczenie (3122) 1981 ET3. Planetoida jest klasyfikowana jako obiekt bliski Ziemi (NEO) oraz Potencjalnie niebezpieczna planetoida (PHA).
W piątek 1 września 2017 roku o godzinie 12:06 UTC minęła Ziemię w odległości 0,0472368 au (18,38 LD, 7 066 500 km), osiągając jasność około 8,7 magnitudo. Było to jedno z najbliższych spotkań Ziemi z planetoidą takich rozmiarów w latach 1900 – 2200.

## Własności fizyczne
Planetoida ma w przybliżeniu kształt kulisty. W pobliżu równika rozciągają się wypiętrzenia. Na powierzchni znajdują się struktury przypominające kratery meteorytowe. Okres obrotu planetoidy wokół własnej osi wynosi około 2,4 godziny. Średnica Florence wynosi około 4,5 kilometra.

## Księżyce planetoidy
Planetoida posiada dwa drobne księżyce. Zostały zarejestrowane 1 września 2017 roku przez radar obserwatorium astronomicznego w Goldstone. Szacuje się, że mogą mieć średnicę nie większą niż 300 metrów. Okresy ich obiegu wokół planetoidy wahają się od ośmiu godzin w przypadku bliższego do około dwudziestu godzin dla dalej położonego.